# Granite Island Recreation Park
Granite Island Recreation Park är en park i Australien. Den ligger i delstaten South Australia, omkring 71 kilometer söder om delstatshuvudstaden Adelaide. Den ligger på ön Granite Island.
Närmaste större samhälle är Victor Harbor, nära Granite Island Recreation Park. 
Genomsnittlig årsnederbörd är 766 millimeter. Den regnigaste månaden är juni, med i genomsnitt 142 mm nederbörd, och den torraste är december, med 22 mm nederbörd.